# Linha 3 do Metrô do Panamá
A Linha 3: Albrook ↔ Ciudad del Futuro é uma das linhas em projeto do Metrô do Panamá.

## Projeto

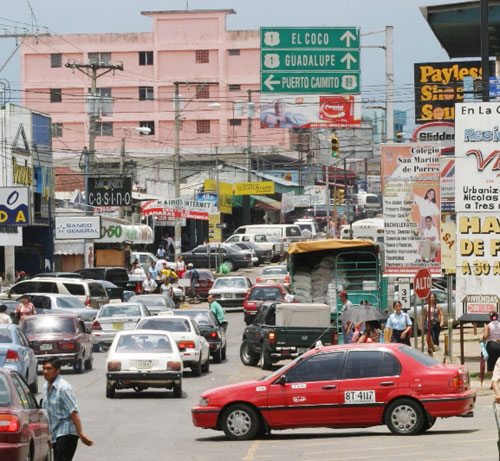
Distrito de La Chorrera, que será beneficiado com a segunda fase da Linha 3.

O projeto atual prevê que a Linha 3 em sua primeira fase terá 26,7 km de extensão, sendo composta por 14 estações elevadas. Se estenderá da Estação Albrook até a Ciudad del Futuro, passando pelos corregimentos de Arraiján e de Nuevo Chorrillo. A operação da Linha 3 será dividida em dois ramais: Albrook ↔ Nuevo Chorrillo e Albrook ↔ Ciudad del Futuro. A nova linha beneficiará cerca de 400 mil passageiros.
As estações previstas na primeira fase do projeto são:
- Albrook
- Balboa
- Panamá Pacífico
- Loma Cobá
- Arraiján
- Arraiján Mall
- Burunga
- Nuevo Chorrillo
- Cáceres
- Vista Alegre
- Vista Alegre II
- Nuevo Arraiján
- San Bernardino
- Ciudad del Futuro

Em sua segunda fase, a Linha 3 deverá ser expandida até o distrito de La Chorrera.

## Tecnologia

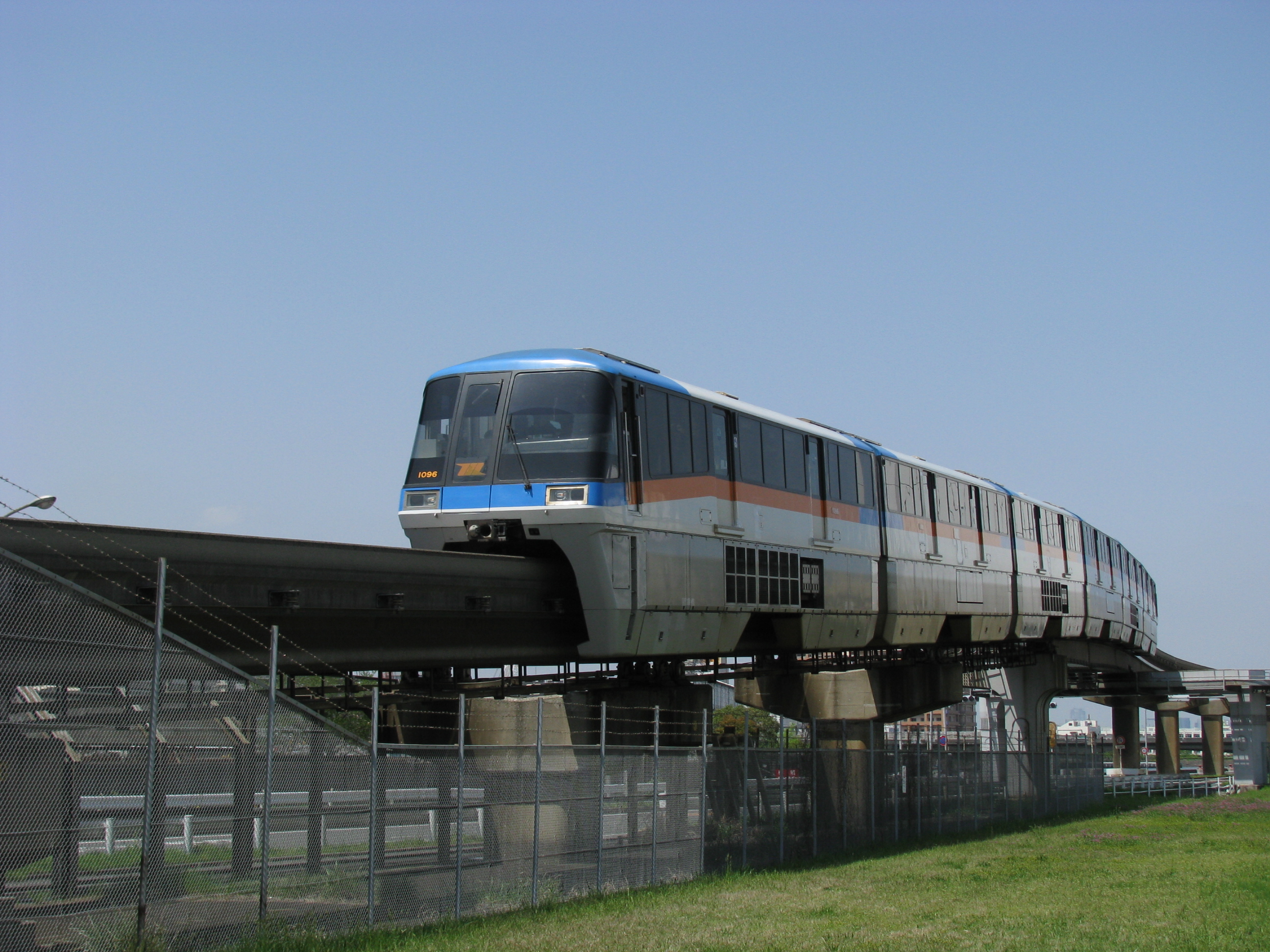
Monotrilho em Tóquio, cuja tecnologia será a base para a implementação da Linha 3.

Em 14 de janeiro de 2016, as autoridades do Panamá e do Japão fecharam um acordo de fornecimento de cooperação técnica e financeira para a implementação da Linha 3, que será operada por monotrilho. O acordo foi assinado pelo vice-chanceler panamenho, Luis Miguel Hincapié, e pelo vice-ministro dos Negócios Estrangeiros do Japão, Hitoshi Kikawada.
Segundo o acordo, será utilizada a tecnologia japonesa de alta qualidade para a implementação da Linha 3. Além disso, o governo do Japão ficará encarregado em fornecer cooperação técnica para o gerenciamento do projeto e para a gestão da interface entre o sistema de monotrilho e a ponte a ser construída sobre o Canal do Panamá.
Optou-se pela utilização de monotrilhos por serem capazes de enfrentar as curvas da Rodovia Interamericana, além de ser mais silencioso.

## Ponte sobre o Canal do Panamá
Para a ligação da Estação Albrook com a Estação Balboa, é necessária a construção de uma quarta ponte sobre o Canal do Panamá. O Ministerio de Obras Públicas ficará encarregado por sua implementação.
De acordo com os estudos já feitos, a nova ponte terá três pistas por sentido para automóveis, além de duas vias para a passagem dos monotrilhos. O viaduto terá 75 metros de altura, 540 metros de largura e 1.118 metros de comprimento.